# Sophainetos
Sophainetos von Stymphalos war ein Gastfreund des persischen Prinzen Kyros des Jüngeren. Er beteiligte sich auf dessen Aufforderung hin 401 v. Chr. als Stratege (Heerführer) an dem berühmten „Zug der Zehntausend“ (Anabasis) gegen den persischen Großkönig Artaxerxes und verfasste darüber einen eigenen Bericht. Seine genauen Lebensdaten sind nicht bekannt.

## Leben
Sophainetos stammte aus Stymphalos, einer Stadt im Nordosten Arkadiens, einer Landschaft der Peloponnes. Er trat zu einem unbekannten Zeitpunkt vor 401 v. Chr. in die Dienste des persischen Prinzen Kyros. Als Kyros eine Rebellion gegen seinen älteren Bruder Artaxerxes II. plante, wurde Sophainetos mit der Anwerbung griechischer Söldner beauftragt. Kurz nach Beginn von Kyros’ Feldzug stieß Sophainetos mit 1.000 Söldnern dazu. Trotz seines bereits recht hohen Alters gehörte Sophainetos zu den wichtigsten griechischen Befehlshabern im Heer des Kyros. Am Feldzug nahm auch Xenophon aus Athen teil; er sollte beim Rückzug der griechischen Söldner noch eine zentrale Rolle spielen.
Nachdem ein Teil der griechischen Befehlshaber nach der Schlacht bei Kunaxa 401 v. Chr. in eine Falle gegangen und in die Hände der Perser gefallen war, übernahm er es aufgrund seiner Stellung gemeinsam mit Kleanor aus Orchomenos (einem Nachbarort von Stymphalos), mit den Persern zu verhandeln. Auch später übte Sophainetos, der – wie Xenophon angibt – mit Philesios zu den ältesten Strategen zählte, unter dem Oberbefehl des Spartaners Cheirisophos weiterhin führende Funktionen aus. Aufgrund von Unregelmäßigkeiten musste er am Ende des Rückzugs eine Geldbuße bezahlen. Mit Xenophon, der sich nach eigener Darstellung mit Cheirisophos den Oberbefehl teilte, hatte er zumindest einmal eine heftige Meinungsverschiedenheit. Über sein weiteres Leben ist nichts bekannt.

## Geschichtsschreibung
Xenophon verfasste über den Zug des griechischen Söldnerheeres in die Tiefen des Perserreichs einen geschichtlichen Bericht mit dem Titel Anabasis, in dem er vor allem auch seine eigene Rolle bei dem Rückmarsch und der Rettung des griechischen Söldnerheeres, das sich nach dem vorzeitigen Tod des Kyros und eines großen Teils der griechischen Generäle ohne Verbündete und ohne konkreten Auftrag mitten im feindlichen Perserreich befand, ausführlich darstellte.
Sophainetos betätigte sich nach dem Ende des Zuges ebenfalls als Geschichtsschreiber, da unter diesem Namen ein Bericht über die Anabasis des Kyros belegt ist. Von dieser Schrift sind aber nur sehr wenige Fragmente durch Zitate bei Stephanos von Byzanz erhalten (Die Fragmente der griechischen Historiker, Nr. 109).
Moderne Historiker vermuten aufgrund der Analyse dieser Fragmente, dass der Bericht des Sophainetos als erster entstand und Xenophon seinen Bericht erst später als Reaktion auf den Bericht des Sophainetos verfasst hat, weil er in diesem seine eigene Rolle bei den Ereignissen nicht ausreichend gewürdigt fand. Ein Hinweis darauf ergibt sich daraus, dass der griechische Geschichtsschreiber Ephoros von Kyme den Bericht des Sophainetos wahrscheinlich gekannt und diesen in seiner Darstellung des „Zuges der Zehntausend“ in seiner (ebenfalls nur fragmentarisch überlieferten) Universalgeschichte verwandt hat. Eine Zusammenfassung der Darstellung des Ephoros vom „Zug der Zehntausend“ ist nachweislich in das überlieferte Werk des Geschichtsschreibers Diodor eingegangen. Da in dieser Darstellung Xenophons Rolle nur am Rande erwähnt wird, müssen Ephoros und wahrscheinlich auch Sophainetos dessen Bedeutung für die Rettung des griechischen Söldnerheeres als wesentlich sekundärer eingeschätzt haben als Xenophon selbst. Ob das Werk des Sophainetos von späteren Autoren im größeren Umfang benutzt wurde, ist jedoch aufgrund der spärlichen Fragmente letztendlich Spekulation.

## Ausgabe
- Felix Jacoby: Die Fragmente der griechischen Historiker (FGrH), Nr. 109.